# Tyler Matakevich
Tyler John Matakevich (Stratford, 22 dicembre 1992) è un giocatore di football americano statunitense che milita nel ruolo di linebacker per i Pittsburgh Steelers della National Football League (NFL).

## Carriera universitaria
Matakevich al college giocò a football a Temple dal 2012 al 2015, dove stabilì il record dell'istituto per tackle in carriera. Nell'ultima stagione mise a segno 138 placcaggi, 4,5 sack e 5 intercetti, venendo premiato come difensore dell'anno dell'Atlantic Coast Conference, come All-American e vinse il Bronko Nagurski Trophy e il Chuck Bednarik Award.

## Carriera professionistica

### Pittsburgh Steelers
Matakevich fu scelto dai Pittsburgh Steelers nel corso del settimo giro (246º assoluto) del Draft NFL 2016. Prima dell'inizio della stagione regolare l'allenatore Mike Tomlin lo nominò inside linebacker di riserva dietro a Ryan Shazier. Debuttò come professionista nella vittoria per 38–16 del primo turno contro i Washington Redskins. Nella gara successiva mise a segno il suo primo tackle nella vittoria per 24–16 sui Cincinnati Bengals. Il 6 novembre 2016 ebbe un massimo stagionale di 9 placcaggi nella sconfitta per 30–15 contro i Miami Dolphins. Chiuse la sua prima stagione regolare con 20 tackle in 16 partite. L'8 gennaio 2017 disputò la sua prima gara di playoff nella vittoria sui Dolphins per 30–12.

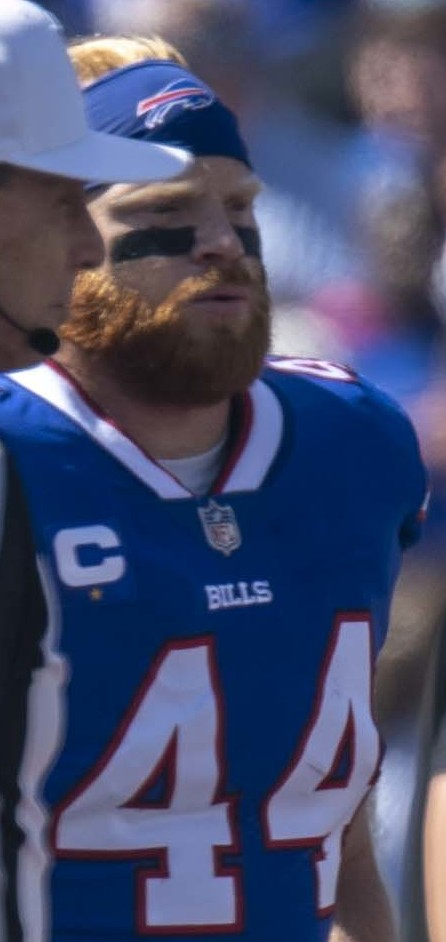
Matakevich con i Bills nel 2021

Prima della stagione 2017 Matakevich fu nominato inside linebacker di riserva dietro a Ryan Shazier e Vince Williams. Il 10 settembre 2017 bloccò un punt di Britton Colquitt dei Cleveland Browns nella vittoria per 21–18 del primo turno. Il compagno Anthony Chickillo recuperò il pallone nella end zone segnando un touchdown segnando i primi punti della stagione degli Steelers. Il 15 ottobre 2017 Matakevich mise a segno 4 tackle nella vittoria per 19–13 sui Kansas City Chiefs. Il 4 dicembre ebbe un massimo stagionale di 6 tackle nella vittoria per 23–20 sui Bengals. Chiuse la sua seconda stagione con 23 placcaggi e un passaggio deviato in 15 partite.
Nel 2018 Matakevic disputò tutte le 16 partite, di cui la prima in carriera come titolare, mettendo a segno 12 tackle.

### Buffalo Bills
Il 30 marzo 2020 Matakevich firmò un contratto biennale con i Buffalo Bills.
Il 16 marzo 2021 Matakevich firmò un nuovo contratto di un anno con i Bills.
Il 13 marzo 2023 Matakevich firmò per altri due anni con Buffalo.
In quattro stagioni con i Buffalo Bills, Matakevich giocò quasi esclusivamente negli special team, di cui fu il capitano per tre anni.

### Ritorno ai Pittsburgh Steelers
Il 17 luglio 2024 Matakevich  firmò un contratto di un anno per fare ritorno ai Pittsburgh Steelers.